# Stade d'honneur de Beni Mellal
 (avril 2025).
Le stade d'honneur de Beni Mellal (en arabe : ملعب بني ملال الشرف) est un stade de football situé dans la ville de Beni Mellal au Maroc. C'est l'enceinte du Raja de Beni Mellal.